# Nippia reticulata
Nippia reticulata är en tvåvingeart som beskrevs av Albany Hancock 1985. Nippia reticulata ingår i släktet Nippia och familjen borrflugor. Inga underarter finns listade i Catalogue of Life.